# Asad Kandī
Asad Kandī (persiska: اسد کندی) är en ort i Iran.   Den ligger i provinsen Ardabil, i den nordvästra delen av landet, 500 km nordväst om huvudstaden Teheran. Asad Kandī ligger 216 meter över havet och antalet invånare är 308.
Terrängen runt Asad Kandī är huvudsakligen platt, men åt sydväst är den kuperad. Runt Asad Kandī är det ganska tätbefolkat, med 104 invånare per kvadratkilometer. Närmaste större samhälle är Āq Qabāq, 6,0 km öster om Asad Kandī. Trakten runt Asad Kandī består till största delen av jordbruksmark.